# Мени Монтана
Мени Монтана (енгл. Manny Montana) је амерички глумац. Познат је по улогама Џонија Тутура у серији Грејсленд и Риа у НБЦ-евој серији Добре девојке.

## Детињство и младост
Монтана је рођен и одрастао у Лонг Бичу, у Калифорнији. Након завршетка средње школе Џордан, Монтана добија фудбалску стипендију Калифорнијског државног универзитета Сакраменто, од које одустаје због повреде руке и ишчашћења рамена по осми пут. Пребацује се на смер за новинарство и емитовање. Радио је као Ди-Џеј у школској студентској радио станици, што му је обезбедило стручну праксу у Паувер 100.3. Он је друга генерација Мексико-Американца.

## Каријера
Након дипломирања 2006. године, Монтана почиње да глуми у студентским филмовима што га доводи до улога као гостујућа звезда у епизодама разних телевизијских серија. Године 2012. добија улогу Џонија "Ј.Т." Тутуроа у Грејсленду. Поводом реакције обожаватеља на емисију, изјавио је: "Играти улогу која приказује званичне државне и полицијске методе, где се све разрешава до краја епизоде, увек је био мој страх, јер вас то заиста не тестира као глумца. У овој емисији, сваке недеље играмо неког другог, постоји сјајан дијалог, волим своје колеге, забавно је бити на послу и мислим да то обожаватељи виде. Без обзира на то да ли им се емисија допада или не, мислим да им се свиђају глумци и динамика коју имамо заједно. Године 2015, Монтана се појављује у Мајкл Меновом филму Хакер као Лозано, "тражени криминалац". Монтана је био на аудицији за главну улогу, коју није добио, али му је понуђена споредна улога. Од 2018. године члан је групе глумаца који имају водећу улогу у серији Добре девојке као Рио.

## Филмографија
| Година | Филм                        | Улога          | Напомене |
| ------ | --------------------------- | -------------- | -------- |
| 2008   | Рођак                       | Луис           | Кратак   |
| 2008   | Источни Л.А.                | Алекс Гузман   |          |
| 2008   | Уточиште                    | Рамирез        |          |
| 2009   | На дистанци                 | Мануел Сабатар |          |
| 2009   | Пут до Молака               | Мартинез       | Кратак   |
| 2009   | Мариа де Ковина             | Мануел Батиста | Кратак   |
| 2010   | 30 је ново 12               | Пако           | Кратак   |
| 2011   | Духови из Кренчоуа          | Теренс Симонс  | Кратак   |
| 2012   | Атоналан                    | Млади борац    | Кратак   |
| 2012   | Храбри                      | Александар     | Кратак   |
| 2013   | Иди за сестре               | Тенек          |          |
| 2015   | Хакер                       | Алонсо Рејез   |          |
| 2015   | Хакер                       | Лозано         |          |
| 2016   | Неразрађен                  | Запата         |          |
| 2018   | Мула                        | Аксл           |          |
| 2020   | Mрзим човека у свом подруму | Логан          |          |

| Година      | Назив                               | Улога                  | Напомена                                         |
| ----------- | ----------------------------------- | ---------------------- | ------------------------------------------------ |
| 2008        | Ургентни центар                     | Фудбалски уредник      | Епизода: "Излечи се"                             |
| 2008        | Једанаести сат                      | Васкез                 | Епизода: "Напредак"                              |
| 2009        | Терминатор: Сара Конор              | Хектор                 | Епизода: "Неки морају да пазе док други спавају" |
| 2009        | Превртљива правда                   | Ромео Васкез           | Епизода: "Бићу доле да ти позовем такси, драга"  |
| 2009        | Злочини из прошлости                | Франциско Ариза        | Епизода: "Официр доле"                           |
| 2010        | Лажи ме                             | Дакс                   | Епизода: "Деликвент"                             |
| 2011        | Код Чикаго                          | Антонио Бец            | 2 eпизоде                                        |
| 2011        | Потера                              | Мет Нестор             | Епизода: "Окупљање"                              |
| 2011        | Краљеви бекства                     | Цезар Вега             | Епизода: "Где је забога Кармен Вега"             |
| 2011        | Mесто злочина: Њујорк               | Официр Глен Кејтс      | Eпизода: "Умешани официр"                        |
| 2012        | Сајбергедон                         | Френк Портер           | 2 eпизоде                                        |
| 2013 –2015  | Грејсленд                           | Џони Тутуро            | Главна улога                                     |
| 2013        | Грим                                | Дејвид Флорез          | Eпизода: "Бабарога"                              |
| 2014        | Моћ                                 | Мигел                  | Eпизода: "Не баш како смо планирали"             |
| 2015        | Морнарички истражитељи: Лос Анђелес | Диего Салатар          | Епизода: "Дуго збогом"                           |
| 2015        | Следећи                             | Луи Сера               | Епизода: "Лов"                                   |
| 2016        | Луцифер                             | Жавиер Млађи           | Епизода: "Тата"                                  |
| 2016 –2017  | Пресуда                             | Френклин "Френки" Круз | Главна улога, 13 епизода                         |
| 2017        | Роузвуд                             | Маркос Вила            | Враћена улога, 5 епизода                         |
| 2017 –2018  | Мајлс из будућности                 | Зино                   | Позајмио глас, 10 eпизода                        |
| 2018 –данас | Добре девојке                       | Рио                    | Главна улога                                     |

| Година | Наслов | Улога         | Напомене      |
| ------ | ------ | ------------- | ------------- |
| 2012   | Црни   | Феликс Алваро | Позајмио глас |